# イタリア支配下のモンテネグロ

モンテネグロ総督府
Governatorato del Montenegro (イタリア語)
Гувернаторат за Црну Гору (セルビア語)

枢軸国によるユーゴスラビア占領の地図
モンテネグロ総督府はアルバニア（白色と濃い緑色の地域） のすぐ西に位置している

モンテネグロ総督府（モンテネグロそうとくふ、イタリア語: Governatorato del Montenegro）は、1941年9月から1943年9月まで、第二次世界大戦の間存在していたイタリア王国による軍事政権である。
イタリアは属国としてモンテネグロ王国を建国しようとしたが、1941年のモンテネグロ蜂起後には建国計画は破綻になっている。
1943年9月のイタリア降伏後、モンテネグロはナチス・ドイツによって占領された。

## 背景
セルブ・クロアート・スロヴェーン王国（KSCS、後にユーゴスラビア王国と改称）が誕生する以前、モンテネグロは40年にわたり独立国家として認められていた。1918年12月のKSCS設立の直前、モンテネグロ王国はセルビア王国に統合され、独立国家としては存在しなくなった。1922年以降、KSCS、そしてユーゴスラビアの一部であるモンテネグロは、国家の下部組織ではなくなった。第一次世界大戦直後の農地改革により、モンテネグロの山岳地帯からマケドニアやコソボを含むユーゴスラビアの他の地域への人口移動があった。この人口移動によって、その地域のセルビア人人口を増やすという政治的目的も達成された。

## 宗教
モンテネグロにおける主な宗教は東方正教であった。また、スンナ派のイスラム教徒も多く、ローマ・カトリックは少なかった。